# Кременец (Украйна)
Вижте пояснителната страница за други значения на Кременец.
Кременец (на украински: Кременець; на руски: Кременец; на полски: Krzemieniec) е град в Западна Украйна, Тернополска област.
Населението му е около 20 000 души.
За пръв път се споменава през 1226, а през 1431 получава магдебургско право.

## Известни личности
Родени в Кременец
- Юлиуш Словацки, полски поет
- Исак Щерн (1920 – 2001), американски цигулар

Починали в Кременец
- Васил Жданкин (1958 – 2019), певец
- Альойзи Фелински, полски поет, драматург и преводач